# Erannis teriolensis
Erannis teriolensis är en fjärilsart som beskrevs av Franz Dannehl 1933. Erannis teriolensis ingår i släktet Erannis och familjen mätare. Inga underarter finns listade i Catalogue of Life.